# Żodziszki
Żodziszki (biał. Жодзішкі) – wieś na Białorusi, położona w obwodzie grodzieńskim, w rejonie smorgońskim, w sielsowiecie żodziszańskim, którego jest centrum administracyjnym.
Siedziba parafii prawosławnej (pw. Świętych Konstantyna i Heleny) i rzymskokatolickiej (pw. Trójcy Przenajświętszej).
Pierwsze wzmianki o miejscowości pochodzą z roku 1511. W okresie II Rzeczypospolitej siedziba gminy Żodziszki.
We wsi znajdują się: kościół katolicki pw. Św. Trójcy, zespół dworsko-pałacowy Miłoszewskich, stary młyn i cmentarz katolicki. W latach 2003–2006 zbudowano cerkiew prawosławną pw. Świętych Konstantyna i Heleny.